# Cornelius Orestes
Cornelius Orestes (sein Praenomen ist nicht bekannt) war ein im 1. Jahrhundert n. Chr. lebender römischer Politiker.
Aufgrund eines (unvollständigen) Militärdiploms wird angenommen, dass Orestes 85 zusammen mit Gaius Salvius Liberalis Nonius Bassus Suffektkonsul war.